# Mugglar-quidditch
Mugglar-quidditch, även känt som quadball, är en bollsport baserad på den fiktiva idrotten quidditch från J.K. Rowlings böcker om Harry Potter. Quidditch i USA grundades på campus i Middlebury College i Vermont år 2005. Organisationen som uppstod kring spelet hette från början The Intercollegiate Quidditch Association, men har sedan dess bytt namn till International Quidditch Association (IQA). Organisationen omfattar omkring 100 officiella lag världen över. Collegelag finns exempelvis på Vassar College, Marlboro College, och Bucknell university. Sporten fick viss medial uppmärksamhet omkring 2007.
2022 bytte sporten officiellt namn till quadball efter en omröstning i IQA. Skälen till namnbytet var dels juridisk, eftersom Warner Bros äger rättigheterna till namnet quidditch, och dels politisk, eftersom många utövare av sporten är kritiska till J.K. Rowlings uttalanden om transpersoner.

## Internationell Quidditch

### Spelplan
Spelplan:
Planen är 66 meter lång tvärsöver med målstolpar 16.5 meter från mittlinjen på respektive sida. 
Målområde:

Allt bakom målringarna och 5,5 meter framför målringarna är målområdet eller "the keeperzone". För det försvarande lagets vaktare gäller särskilda regler där. Till exempel kan vaktaren inte träffas av dunkare och får inte bli tacklad. 
Utvisningsområde:

Utvisningsområdet finns vid kanten av planen, bredvid sekretariatet.
Målringar:

3 stycken ringar à 90 cm i diameter placeras på stavar med längder om 140 cm, 220 cm och 180 cm, med placering i följd från vänster till höger med 2,34 meters mellanrum på stolparna, detta i dubbel uppsättning eftersom båda planhalvorna ska ha tre var placerade 16.5 m in på arenan från kortsidan räknat.

### Bollar
Den gyllene kvicken

Den gyllene kvicken utgörs av en person helt klädd i gult eller guld, med en tennisboll instoppad i en ”strumpa” (helst gul) hängande i byxlinningen (bak). Den ger 30 poäng vid fångst och spelets avslut.
Den gyllene kvicken får röra sig som den behagar mellan de båda lagens målområden.
Personen som tagit på sig rollen som den gyllene kvicken får försvara sig genom att tackla eller brotta ner den som försöker ta tennisbollen. 
Klonken

En något urluftad volleyboll. Den ger 10 poäng vid mål. Godkänt mål är när klonken passerat genom en av de tre ringarna i motståndarnas målområde. Det spelar ingen roll vilken ring bollen passerar genom eller om målet görs bakom eller framifrån. 
Dunkare

Dunkarna är 3 stycken spökbollar med annan färg än klonken. De används av slagarna för att bränna ut motståndarlagets spelare. När någon träffats av en aktiv dunkare måste denna spelare kliva av sin kvast och, med handen nudda sina egna målringar innan den kan delta i spelet eller bytas ut.

### Domare och spelarpositioner
Domaren är en person klädd i svart med grundläggande kunskaper i spelets regler och utrustad med visselpipa, tidtagarur samt ett blått, ett gult och ett rött kort.
Domarens ord är det som gäller och inget av det domaren beslutar om kan på något sätt överklagas. 
Det är domarens uppgift att se till att ett rent spel spelas samt att ha koll på de tider som angetts, tider som utvisning, sökare och så vidare.
Det ska även finnas en måldomare per lag som avgör om skott mot mål går in eller inte, samt en kvickdomare som avgör om fångster är regelrätta. 
Vaktaren

Vaktaren vaktar de tre ringarna i sitt lags målområde. Vaktaren kan förflytta sig som den vill och används ofta som en fjärde jagare. 
Slagare

Två stycken slagare på lag använder de tre dunkarna för att störa det andra lagets spelare till misstag. Det är endast slagarna som får handskas med dunkare och då enbart med handflatorna. Skulle en dunkare nudda slagarens underarm räknas detta som en träff och slagaren måste bege sig till sitt eget målområde för att få vara med i spelet igen. 
Jagarna

Tre stycken jagare ska kasta klonken mellan sig för att till slut försöka få klonken genom en av de tre ringarna i motståndarlagets målområde. Lyckas man belönas laget med 10 poäng.
Jagare får tackla motståndarlagets jagare men endast över knäna och under nacken. 
Sökaren

Det finns en sökare i varje lag, och sökarens uppgift är att försöka fånga den gyllene kvicken (tennisbollen som hänger i strumpan på den person som tagit på sig rollen som den gyllene kvicken).
Om sökaren lyckas ta den gyllene kvicken belönas det egna laget med 30 poäng och spelet är avgjort så länge resultatet inte blir oavgjort efter fångsten.

### Utrustning för spelare
Obligatoriskt är en kvast, oftast ett vanligt PVC-rör med tejpade kanter för att minimera risken för skador. Denna skall gränslas under spelets gång och får ej släppas. Man får ej montera denna i kläder eller med sele så att den utan handkraft kan vara gränslad under spelets gång. Tappar man sin kvast bestraffas man genom att springa tillbaka och nudda de egna målstolparna. Valfritt är dock hjälm, knä och armbågsskydd. Viktigt att notera är att i den mån skyddsutrustning används måste de klara av det så kallade "knacktestet". För att skyddsutrustning ska vara tillåtet att använda på planen ska man, kunna knacka på skyddet med ett finger utan att det uppstår ett hårt eller ekande ljud. Om det låter som när du knackar dig på axeln är det tillåtet men inte om det låter som när du knackar i en vägg eller mot ditt huvud. I internationella turneringar är tandskydd obligatoriskt. Noteras bör att Mugglar-quidditch är minst lika farligt och våldsamt som den förhäxade varianten och skador kan uppstå. Alla spelare inom det egna laget skall ha kläder i liknande färger. Alla spelare ska även ha ett nummer väl synligt på tröjan. Den primära färgen i klädseln får ej vara guld eller gult för att undvika hopblandning med kvicken.

### Regler
- Spelet börjar med att domaren lägger alla bollar på mittlinjen medan spelarna ställer sig med ett knä i marken på sina respektive "keeper zone"-linjer. När domaren säger "Brooms up!" startar matchen.
- Jagarna och vaktarna använder klonken för att göra mål. Varje mål ger 10 poäng till det egna laget.
- Slagarna kastar dunkare på det andra lagets spelare. Blir du träffad måste du släppa alla bollar du håller i och genast springa tillbaka till dina målringar och nudda dem innan då får spela igen.
- Matchen pågår tills kvicken är infångad eller tills tiden tar slut.

### Vanliga regelbrott
- Delay of game - Maskning är inte tillåtet. Detta kan te sig på olika sätt men oftast genom att anfallande lag inte avancerar klonken uppåt i planen eller genom att en spelare medvetet kastar en boll av planen för att vinna tid.
- Tackle from behind - Tacklingar bakifrån är inte tillåtna då detta riskerar att skada den som blir tacklad. Tummregeln är att den tacklades navel ska "se" naveln hos den som tacklar för att det ska vara en godkänd tackling. Beroende på tacklingens hårdhet kan detta bestraffas med allt från en back to hoops till ett gult kort.
- Farlig spark - Att sparka bollar är visserligen helt okej i quidditch men i vissa fall innebär sparken att någon riskerar att skadas vilket bestraffas med ett gult kort. Dessa tillfällen kan till exempel vara att någon sparkar på en boll samtidigt som någon böjer sig ner för att plocka upp den. Observera att en skada inte måste ske för att straffet ska delas ut.
- Sliding - Det är inte tillåtet att glida i syfte att tackla någon eller hinna först till en boll som ligger på marken. Detta resulterar i ett gult kort.
- Goaltending - Vaktaren är den enda spelaren som får skydda sina mål "bakifrån" genom att stoppa en kroppsdel genom målringarna. Skulle en spelare av en annan position göra detta medvetet räknas det som goaltending och bestraffas med ett rött kort.

## Quidditch i Sverige
Quidditch i Sverige har spelats sedan minst 2010, dock i början med svenska regler vilket, bland annat, innebär färre tacklingar och att spelare inte får gå med bollen. Sedan 2015 används dock internationella regler även i Sverige och det är dessa som använts vid SM sedan 2017. Tabellen nedan visar samtliga SM-vinnare sedan tävlingarna startade 2017. Notera att ingen tävling arrangerades under 2020 på grund av coronapandemin.
| År   | Spelplats                                           | Vinnare                                             | Andraplats                                          |
| ---- | --------------------------------------------------- | --------------------------------------------------- | --------------------------------------------------- |
| 2017 | Göteborg                                            | Gothenburg Griffins                                 | W-Dala Winged Does (Uppsala)                        |
| 2018 | Göteborg                                            | W-Dala Winged Does (Uppsala)                        | Gothenburg Griffins                                 |
| 2019 | Uppsala                                             | W-Dala Winged Does (Uppsala)                        | Gothenburg Griffins                                 |
| 2020 | Ingen tävling arrangerades pga coronaviruspandemin. | Ingen tävling arrangerades pga coronaviruspandemin. | Ingen tävling arrangerades pga coronaviruspandemin. |
| 2021 | Karlstad                                            | Linköping quidditch                                 | Karlstad Allmänna QuidditchSällskap (KAQS)          |

## Quidditch i Finland
Quidditch i Finland har spelats sedan åtminstone 2010, då laget Vaasa Centaurs bildades och blev det första nordiska lag som erkändes av International Quidditch Association.
Bland finländska quidditchlag återfinns bland annat Vaasa Centaurs och Huispausjoukkue MyyRyhmyt.